# Cebolla
Cebolla là một đô thị trong tỉnh Toledo, Castile-La Mancha, Tây Ban Nha. Dân số 2.978 và diện tích 37 km², mật độ 80,5/km².